# Quixinau
Quixinau, Quichinau, Chisinau ou ainda na antiga grafia russófila Quixineve (em romeno:  Chișinău, pronúncia em português: [kiʃiˈnaw]; pronunciado em romeno [kiʃiˈnəw] (escutarⓘ); em russo: Кишинёв, Kishinyov, sendo também usual a transliteração para inglês Kishinev) é a capital e a maior cidade da Moldávia. É também considerada uma das capitais mais arborizadas da Europa, localizada no centro geográfico do país, às margens do rio Bîc. Com cerca de 648 mil habitantes (2004), Quixinau é considerada a segunda maior cidade de língua romena do mundo, após Bucareste. Do total de sua população, cerca de 73% são de etnia moldávia-romena, enquanto que 13% são compostos de russos, 8,5% de ucranianos e 1,2% de búlgaros. O restante é composto de diversos grupos étnicos, como os gagaúzes.
Durante a período soviético, Quixinau foi oficialmente denominada pelo seu nome em russo Кишинёв (Kichinióv), comumente transliterada como Kishinev, e assim ainda é conhecida em muitos países.

## História

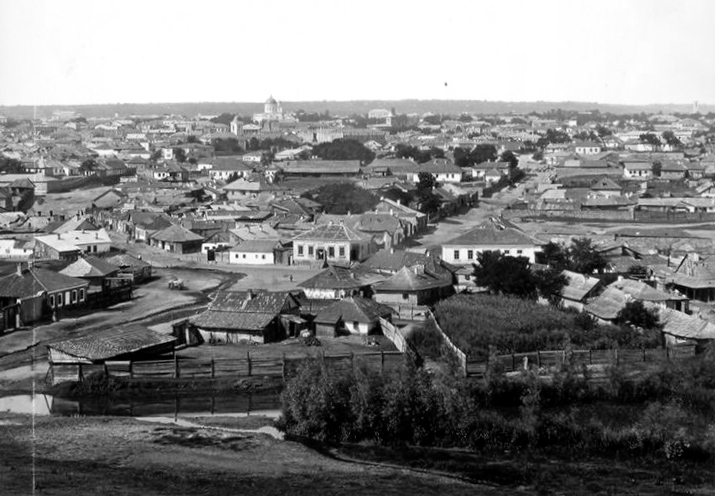
Chișinău em 1889

Fundada em 1436 como um mosteiro-povoado, a cidade era parte do Principado da Moldávia que no início do século XVII caiu sob o domínio otomano. No início do século XIX era uma pequena aldeia de sete mil habitantes. Em 1812, foi conquistada e ocupada pela Rússia que a converteu no centro administrativo da recém-conquistada Bessarábia. A sua população tinha crescido para 92 mil em 1862 e para 125 787 em 1900.

### Era industrial
Desde 1834, Quixinau foi dividida em duas partes mais ou menos iguais. A parte antiga da cidade - com suas construções irregulares - e um novo Centro da cidade com uma estação. Entre 26 de maio de 1830 e 13 de outubro de 1836, o arquiteto Avraam Melnikov construiu a Catedrala Naşterea Domnului (uma catedral ortodoxa), com um magnífico campanário. Em 1840, o prédio do Arco do Triunfo, planejado pelo arquiteto Luca Zauşkevici, foi concluído. A essas construções seguiram-se as de muitos outros edifícios que mudaram o aspecto da cidade. A cidade também desempenhou um papel importante na guerra entre a Rússia e a Turquia (1877-78), como o principal centro da invasão russa.

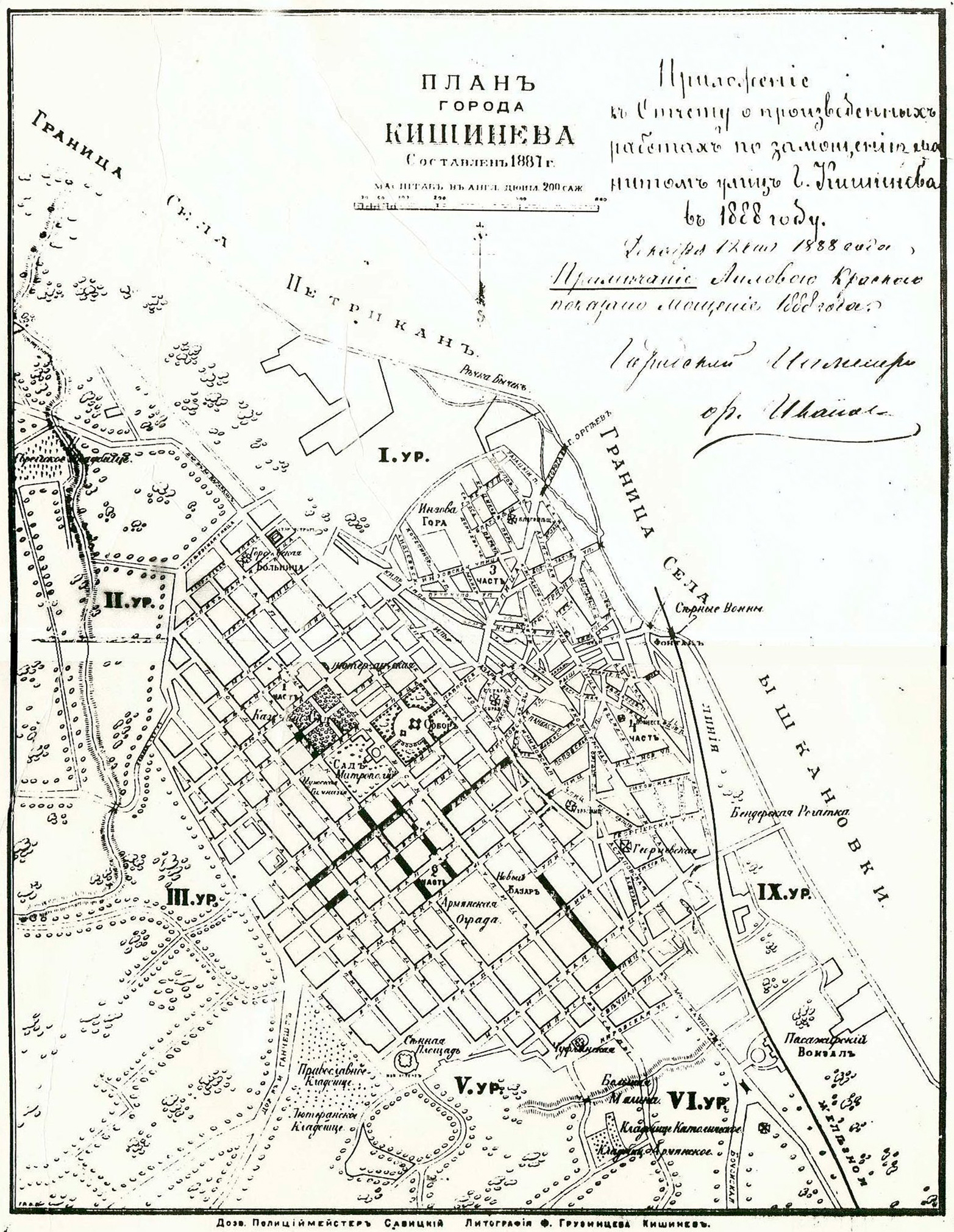
Mapa de Quixinau em 1887

### Período soviético
Entre os anos de 1947 e 1949, o arquiteto Alexey Shchusev desenvolveu um plano para o desenvolvimento da cidade.
Houve um rápido crescimento populacional na década de 1950, ao qual a administração soviética respondeu através da construção de habitação e palácios em grande escala no estilo da arquitetura stalinista. Este processo continuou sob Nikita Khrushchev, que chamou para a construção sob o slogan "bom, mais barato e mais rápido construído". O novo estilo arquitetônico trouxe mudanças dramáticas e gerou o estilo arquitetônico que domina hoje, com grandes blocos de apartamentos dispostos em assentamentos consideráveis.
O período da reconstrução mais significativa da cidade foi a partir de 1971, quando o Conselho de Ministros da União Soviética adotou uma decisão "sobre as medidas de desenvolvimento da cidade de Kishinev", que garantiu mais de um bilhão de rublos em investimento do orçamento do Estado, que continuou até a independência da Moldávia, em 1991. Em 4 de março 1977, a cidade foi novamente sacudida por um terrível terremoto. Várias pessoas foram mortas e o pânico eclodiu.

## Geografia

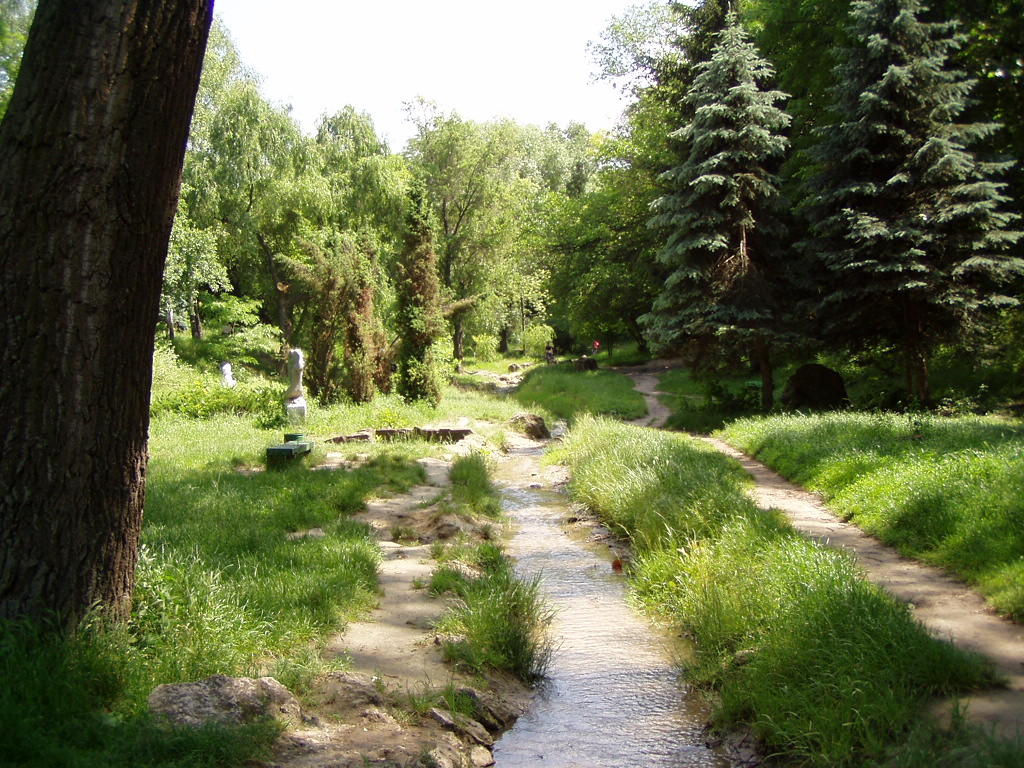
Quixinau é uma das mais verdes cidades da Europa

A cidade está localizada junto ao rio Bîc, um afluente do Nistro, com uma área de 120 km² e seu todo município tem 635 km². Situa-se no meio da área central da Moldávia e é cercada por uma paisagem fértil, que oferece a base para uso agrícola, na cultura do vinho e de frutas desde os tempos medievais.

### Clima
Quixinau tem um clima continental, caracterizado pelos verões quentes e invernos frios e ventosos. No inverno as temperaturas são muitas vezes inferiores a 0 °C, embora raramente caiam abaixo -10 °C. No verão, a temperatura média é de aproximadamente 25 °C, não obstante o facto de, por vezes atingem temperaturas 35-40 °C em meados de verão no centro da cidade. Embora umidade e precipitação média durante o verão sejam baixas, existem ainda grandes tempestades frequentes. Durante a primavera e no outono, as temperaturas variam entre 18-22 °C, e a precipitação durante este tempo tende a ser mais elevada do que no verão, com mais frequentes ainda mais amenos períodos de chuva.

## Política
Quixinau está geminada com as cidades de:
- Bucareste
- Sacramento
- Grenobla
- Mannheim
- Kiev
- Akhisar
- Odessa
- Tel Aviv
- Régio da Emília
- Patras
- Cracóvia
- Greensboro
- Erevã
- Ancara

## Subdivisões
Está dividida administrativamente em 32 distritos, duas regiões e três municípios, e Quixinau é um deles. Além da própria cidade, o município compreende 34 outras localidades suburbanas, e está subdividida em cinco sectores, cada um composto por uma parte da própria cidade e vários subúrbios. Os cinco setores de Quixinau são: Botanica, Buiucani, Centru, Ciocana e Rîşcani.

## Demografia
De acordo com os resultados preliminares do último censo, realizado entre 12 e 25 de maio de 2014, 492 894 habitantes vivem dentro dos limites municipais de Quixinau, dos quais 21 026 estão atualmente trabalhando no estrangeiro. Isto representa uma queda de 16% no número de residentes em oposição aos resultados do censo de 2004.
Etnicamente, a população da cidade está composta por: 67,6% moldavos, 13,9% russos, 8,3% ucranianos, 4,5% romenos, 1,2% búlgaros, 0,9% gagaúzes, 1,6% outros e 1,9% imigrantes de outros países.

### Religião
Quixinau é a sede da Igreja Ortodoxa da Moldávia. A cidade possui várias igrejas e sinagogas.
Cerca de 90% da população são cristãos (Ortodoxos - 88,4%; Protestantes - 1,2%; Católicos romanos - 0,4%; Outros - 1,0%; Nenhuma religião - 1,4%; Ateus - 1,5%; Não declarados - 6,1%).

## Transportes

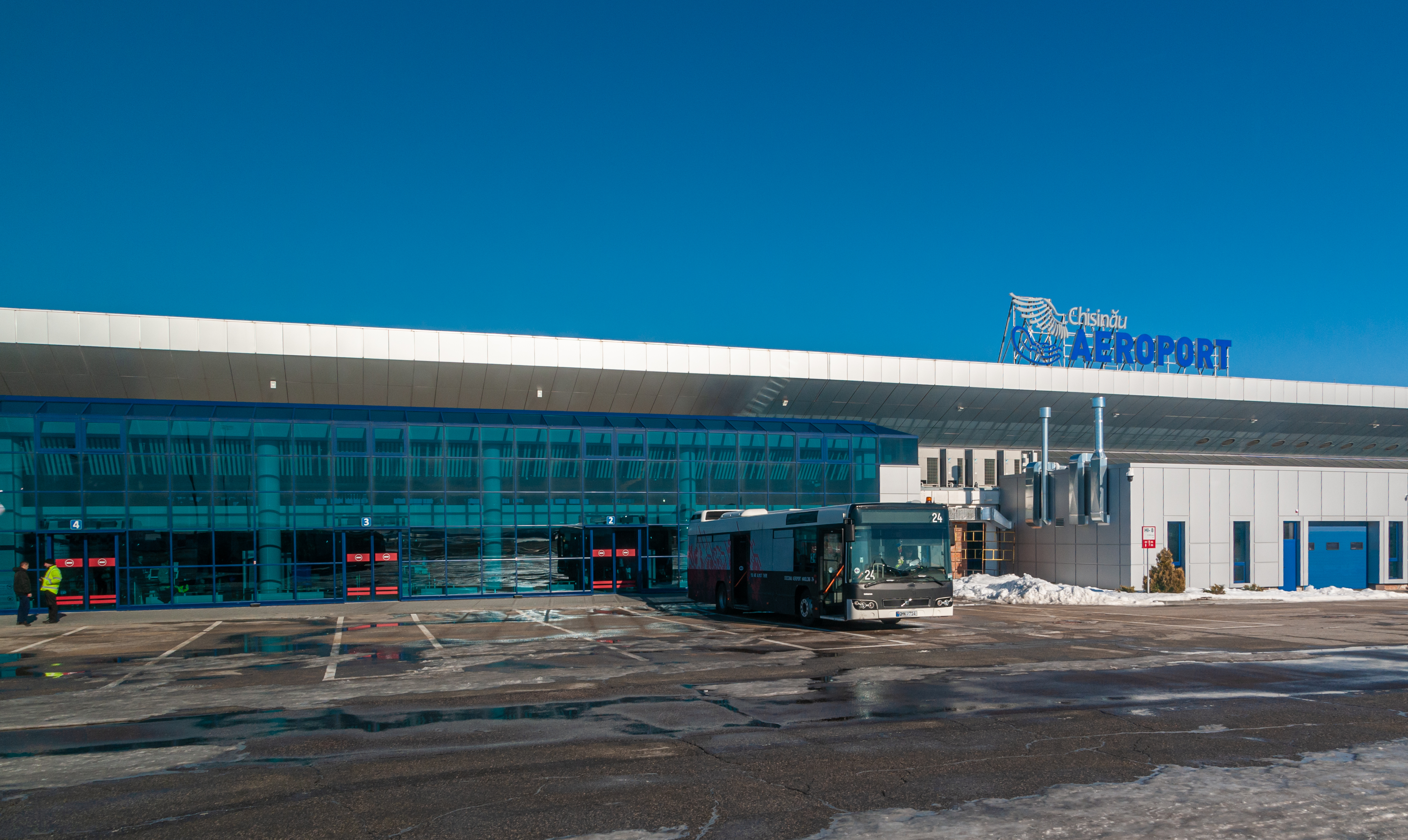
Aeroporto Internacional de Quixinau

Quixinau dispõe de um aeroporto internacional, que oferece ligações para diversas cidades, incluindo Atenas, Bucareste, Budapeste, Frankfurt, Istambul, Kiev, Larnaca, Lisboa, Londres, Milão, Moscovo, Madrid, Paris, Praga, Roma, Tel Aviv, Varsóvia, Verona, Viena e Vilnius. A capacidade do aeroporto é de 1 200 000 passageiros por ano. Tem uma pista de 3 km de comprimento (8 e 26).
A mais popular forma de transporte interno na Moldávia é geralmente o autocarro (ônibus). O serviço de autocarro em Quixinau pode ser muito barato, variando de 1 leu a 2 lei. Embora a cidade tenha apenas três terminais principais, os ônibus servem geralmente como meio de transporte entre diversas cidades dentro e fora da Moldávia. Entre os destinos mais populares contam-se Tiráspol, Odessa (Ucrânia) e Bucareste (Roménia).

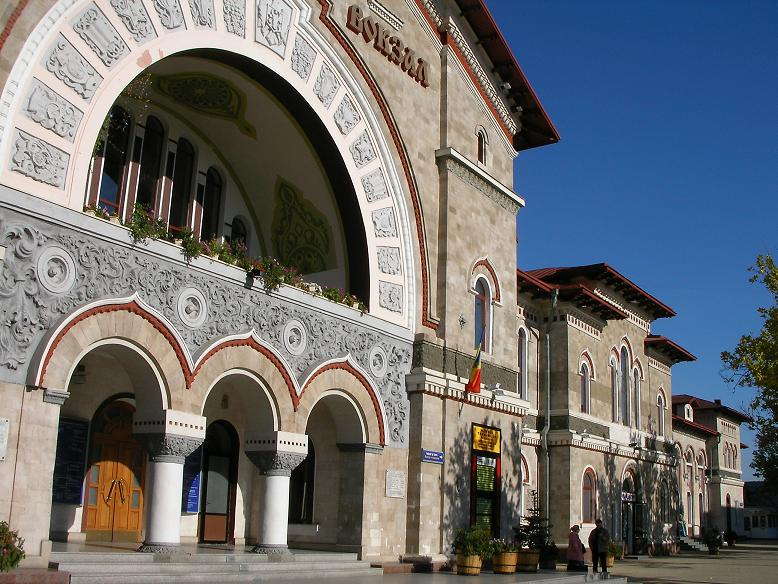
Exterior da Estação

A cidade dispõe igualmente de um terminal ferroviário internacional, com ligações a Kiev, Minsk, Odessa e Moscovo. Devido ao conflito entre a Moldávia e a Transnístria, a ligação entre a Moldávia e a Ucrânia está atualmente interrompida.
Os táxis são muito conhecidos na cidade. Na sua maioria, são operados por um grupo de empresas, embora existam "ilegais" sem licença. Muitas das empresas têm um serviço de táxi de 4 dígitos que começa com 14-XX: por exemplo, 1400, 1402, 1406, 1407, 1408, 1422, 1441, 1447, 1499.